# Пошук за першим найкращим збігом
По́шук «Найкра́щий — пе́рший» — це алгоритм пошуку, який досліджує граф шляхом розширення найперспективніших вузлів, які обираються відповідно до визначеного правила.

## Загальні відомості
Джудеа Перл (англ. Judea Pearl) описав пошук «Найкращий — перший», взявши як оцінку вузла n значення деякої «евристичної функції оцінки f(n), яка, взагалі кажучи, може залежати від опису вузла n, опису мети, інформації, яка зібрана пошуком на даний момент, і головне, від будь-яких додаткових знань про предметну галузь».
Деякі автори використовували пошук «Найкращий — перший» спеціально для опису пошуку з евристикою, щоб спробувати передбачити, наскільки близько знаходимося до фінального стану, так що шляхи, які мають найкращу евристичну оцінку, розглядаються першими. Цей специфічний тип пошуку називається жадібним пошуком «Найкращий — перший».
Ефективний вибір поточного найкращого кандидата для розширення пошуку, як правило, реалізується за допомогою  черги з пріоритетом.
Алгоритм пошуку A* (А-star) є прикладом оптимального пошуку «Найкращий — перший». Алгоритм «Найкращий — перший» часто використовуються для пошуку шляху у комбінаторному пошуку.

## Алгоритм
```
1. OPEN = [Початковий стан]
2. поки OPEN не є порожнім, повторювати:
  2.1. Видалити найкращий вузол з OPEN, назвемо його N.
  2.2. Якщо N цільовий стан, робимо трасування шляху назад до початкового вузла (через записи до батьків від N) і повертаємо шлях.
  2.3. Створити список нащадків вузла N.
  2.4. Оцінюємо кожного нащадка, додаємо його в OPEN, і записуємо N як його батька.
3. закінчити
```

Зверніть увагу, що ця версія алгоритму не є повною, тобто в ньому не завжди можливо знайти шлях між двома вузлами, навіть якщо він є. Наприклад, алгоритм «застряє» в циклі, якщо він заходить в глухий кут, тобто вузол з нащадком, який є його батьком. Алгоритм повернеться до свого батька, додасть тупиковий вузол нащадка в список OPEN і перейде на нього ще раз, і так далі.
Наступна версія розширює алгоритм, використовуючи додаткові список CLOSE, що містить всі вузли, які були оцінені, і не будуть переглянуті знову. Це дозволяє уникнути повторної оцінки будь-якого вузла, і не породжувати нескінченні цикли.
```
1. OPEN = [початковий стан]
2. CLOSE = []
3. поки OPEN не є порожнім повторювати:
   3.1. Видалити найкращий вузол з OPEN, назвемо його N, додати його в CLOSE.
   3.2. Якщо N цільовий стан, робимо трасування шляху назад до початкового вузла (через записи до батьків від N) і повертаємо шлях.
   3.3. Створити список нащадків вузла N.
   3.4. Для кожного нащадка повторювати:
       3.4.1. Якщо нащадка немає в списку CLOSE: Оцінюємо його, додаємо його в OPEN, і записуємо N як його батька.
       3.4.2. Інакше: якщо це новий шлях кращий, ніж попередній, змінюємо запис на батька.
4. закінчити
```

Також зверніть увагу, що даний псевдокод, обох версій, просто припиняється, коли шлях не знайдений. Фактичні реалізації, звичайно, вимагають спеціальної обробки цієї ситуації.

## Жадібний пошук «Найкращий — перший»
Використання жадібного алгоритму розширює першого нащадка батьків. Після генерації нащадків:
Якщо евристична оцінка нащадка краща, ніж у його батька, нащадок вставляється вперед черги (з батьками повторно прямо за ним), і цикл перезапускається.
В іншому випадку, нащадок вставляється в чергу (у місці, визначеному його евристичної вартістю). Потім проводиться оцінка інших спадкоємців (якщо такі є) у батька.

## Інші алгоритми пошуку
- Алгоритм пошуку A*
- Алгоритм Дейкстри
- Пошук у глибину
- Пошук у ширину
- Пошук з вертанням
- Алгоритм імітації відпалу